# Škoda Octavia (1959)
Škoda Octavia a fost o mașină produsă de către uzinele AZNP Mladá Boleslav, Cehoslovacia și fabrica O'Shea din Cork, Irlanda. Deoarece a fost a opta mașină produsă de către fabrica naționalizată AZNP, a fost numită "Octavia" (al optulea model).
Berlina a fost produsă până în 1964, când a fost înlocuită de către Škoda 1000 MB, dar breakul a fost produs până în 1971. Această mașină a fost succesoarea Škodei 440/445, din 1955. Principalele modificări au avut loc la suspensia mașinii. Berlinele au fost dotate cu motoare de 1089 CC și care aveau o putere de 40 (ulterior 50) CP sau cu motoare de 1221 CC cu o putere de 45-55 CP. Breakurile erau dotate cu motoare de 1.2 litri. Aceste motoare au mai fost de asemenea utilizate pe camionetele Trekka din Noua Zeelandă.
Mașina este omonimă cu cea vândută în zilele noastre. Apare și în jocul My Summer Car.

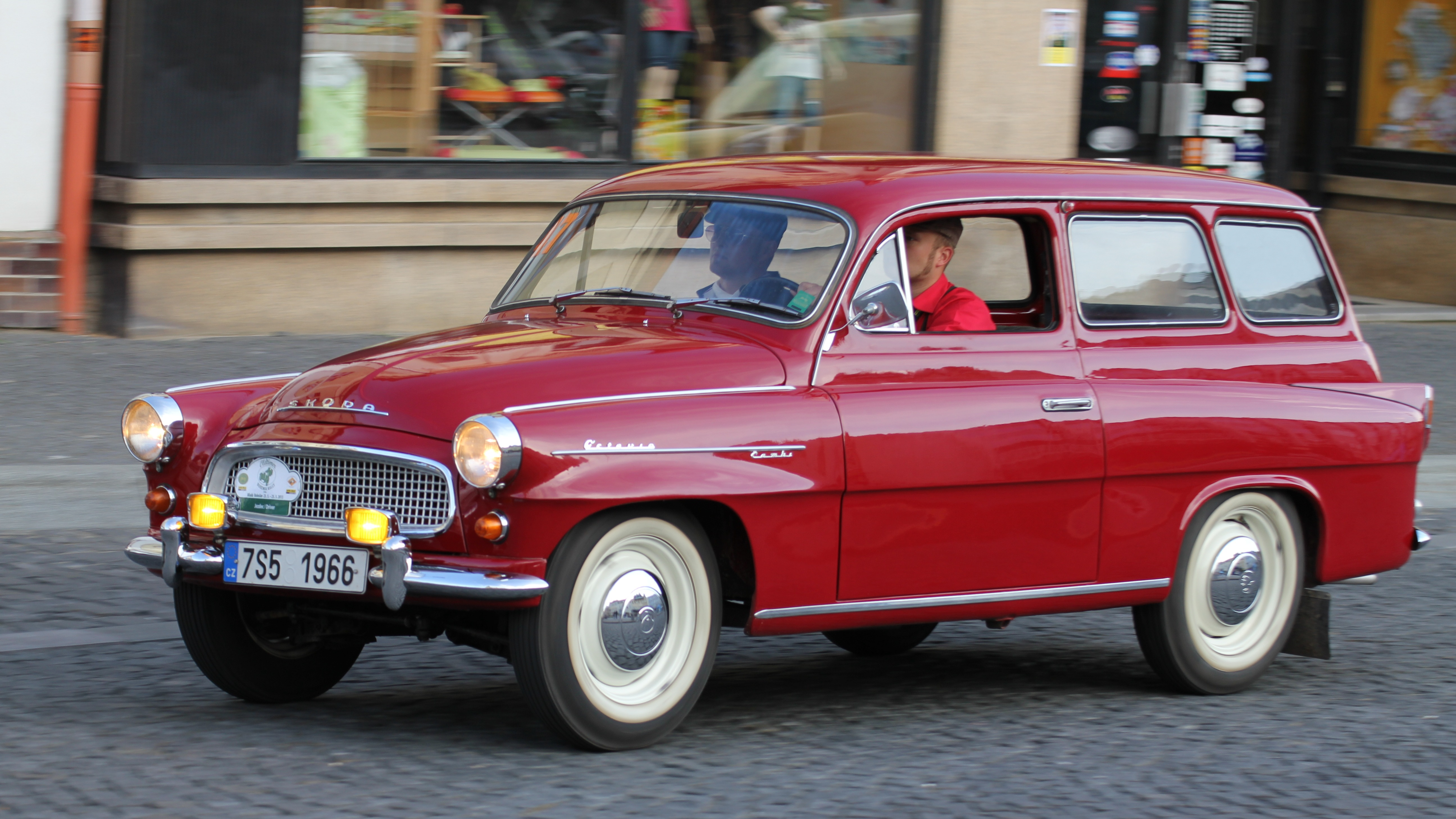
Șkoda Octavia Combi